# Strophitus connasaugaensis
Strophitus connasaugaensis är en musselart som först beskrevs av I. Lea 1858.  Strophitus connasaugaensis ingår i släktet Strophitus och familjen målarmusslor. IUCN kategoriserar arten globalt som nära hotad. Inga underarter finns listade i Catalogue of Life.